# Eudyptes
Genre
Synonymes
Les Gorfous ou Manchots à aigrettes (Eudyptes) sont un genre de manchots (ordre des sphénisciformes), des oiseaux marins qui vivent tous dans l'hémisphère sud.

## Description
Ils se distinguent des autres manchots par leurs plumes qui forment des aigrettes. Comme ces derniers, leur robe dorsale est noire et la ventrale est blanche. Les yeux et les becs sont rouges.
Les couples pondent tous deux œufs, le premier étant singulièrement plus petit que le second. Un seul des petits sera élevé.

## Systématique
Les analyses génétiques fondées sur le génome mitochondrial suggèrent que les ancêtres des gorfous se serait séparés de l'ancêtre commun au Manchot antipode il y a 15 millions d'années et qu'ils se sont différenciés à partir de 8 millions d'années. Le nombre exact d'espèces incluses dans ce genre varie selon les classifications scientifiques entre quatre et sept mais une espèce, au moins, vivant sur les îles Chatham, est éteinte depuis le XIXe siècle.

### Taxonomie
Le terme « gorfou » est une altération de goirfugel (de germanique septentrionale gêr qui désigne la lance et de fugel qui désigne les oiseaux), ce terme désignant les grands pingouins par les habitants des îles Féroé. Le nom scientifique du genre est un mot valise composé à partir de deux racines de grec ancien, εὖ (eu) signifiant bon et δύπτης (dyptes) signifiant plongeur.

### Liste des espèces
D'après la classification de référence (version 5.1, 2015) du Congrès ornithologique international (ordre phylogénique) :
- Eudyptes pachyrhynchus – Gorfou du Fiordland
- Eudyptes robustus – Gorfou des Snares
- Eudyptes sclateri – Gorfou huppé
- Eudyptes chrysocome – Gorfou sauteur
- Eudyptes moseleyi – Gorfou de Moseley
- Eudyptes schlegeli – Gorfou de Schlegel
- Eudyptes chrysolophus – Gorfou doré

Des versions précédentes ajoutaient Eudyptes filholi, actuellement une sous-espèce d'E. chrysocome. Elle est génétiquement distincte de cette espèce, mais les arguments pour la considérer comme une espèce distincte sont faibles.

Espèces actuelles
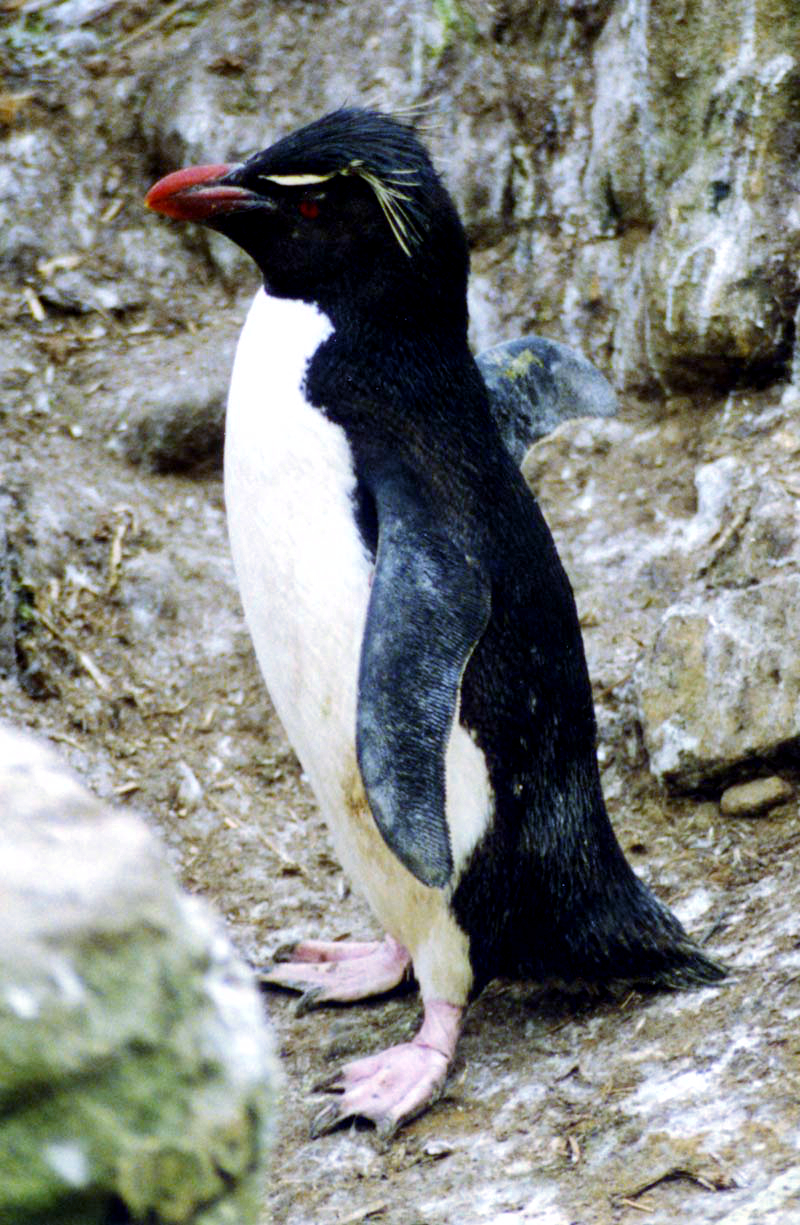
Eudyptes chrysocome
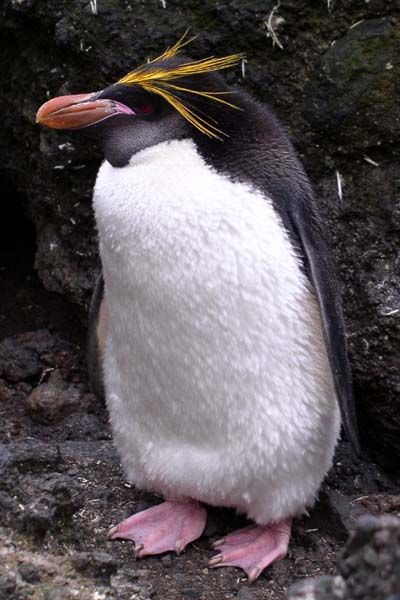
Eudyptes chrysolophus
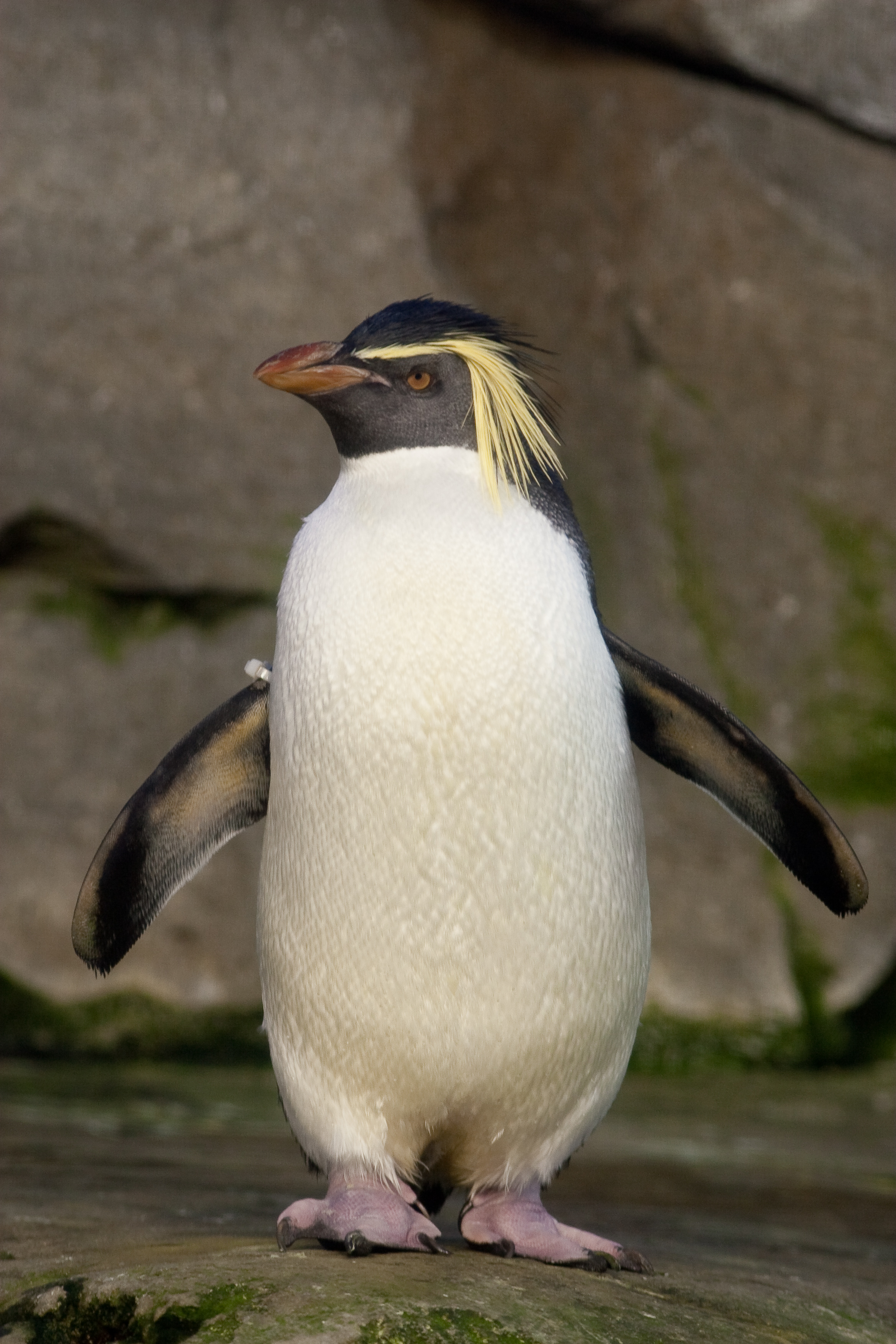
Eudyptes moseleyi
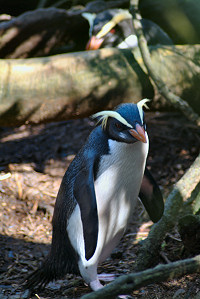
Eudyptes pachyrhynchus
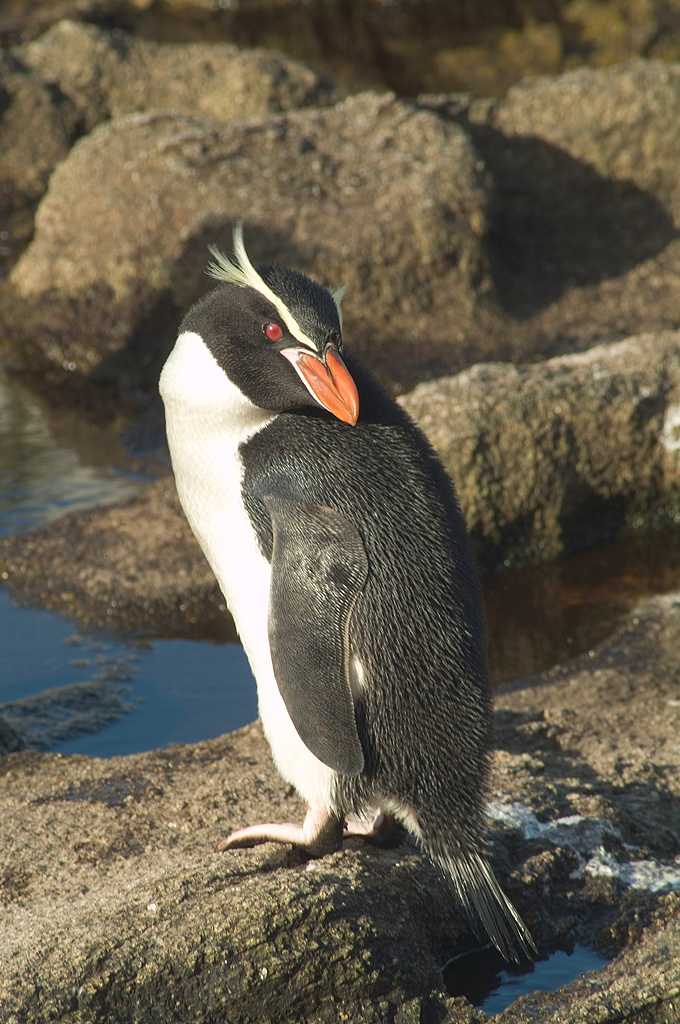
Eudyptes robustus
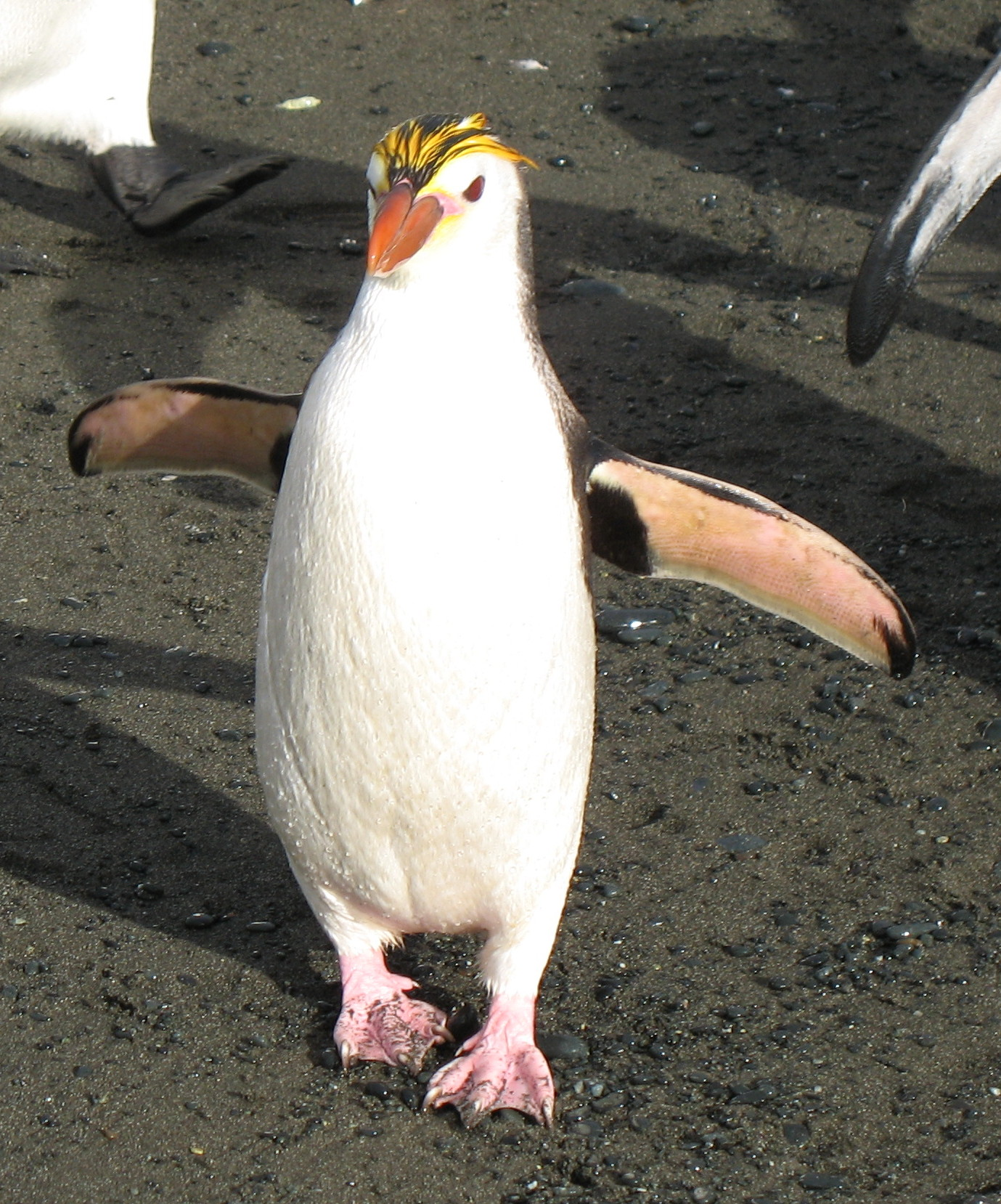
Eudyptes schlegeli
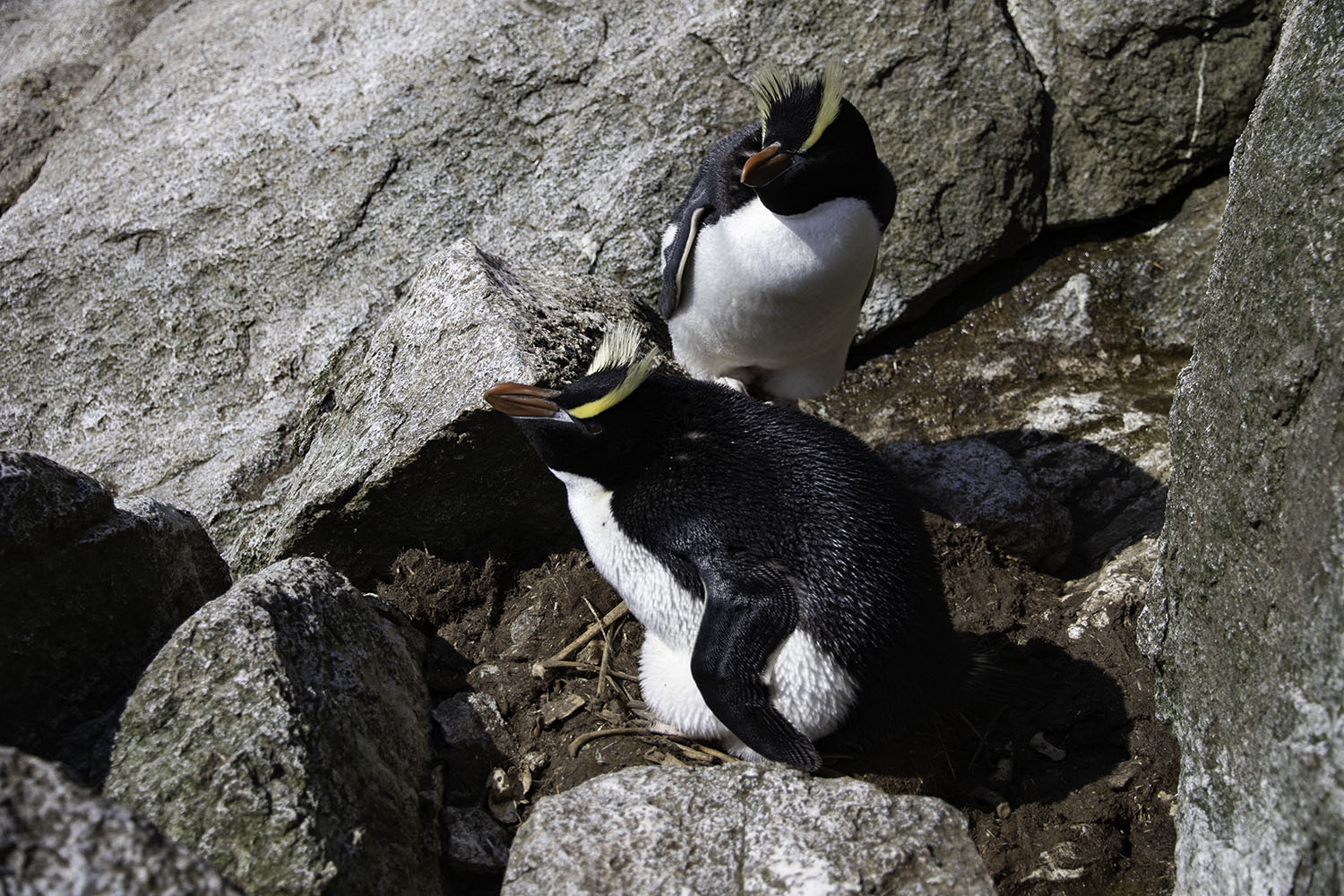
Eudyptes sclateri